# Oktjabrskoje (Nordossetien-Alanien, Prigorodny)
Oktjabrskoje (russisch Октя́брьское, ossetisch Октябрыхъӕу) ist ein Dorf (selo) in der Republik Nordossetien-Alanien in Russland mit 10.436 Einwohnern (Stand 14. Oktober 2010).

## Geographie
Der Ort liegt am Nordrand des Großen Kaukasus etwa 6 km Luftlinie östlich des Zentrums der Republikhauptstadt Wladikawkas. Er befindet sich am linken Ufer der Kambilejewka, eines rechten Nebenflusses des Terek.
Oktjabrskoje ist Verwaltungszentrum des Rajons Prigorodny sowie Sitz und einzige Ortschaft der Landgemeinde Oktjabrskoje selskoje posselenije.

## Geschichte
In dem mindestens seit einigen hundert Jahren von Inguschen besiedelten Gebiet östlich des Terek befand sich an Stelle des heutigen Ortes der inguschische Aul Scholchi (inguschisch Шолхи). Nach dem Anschluss des Gebiets an das Russische Reich entstand dort im 19. Jahrhundert der Kosakenweiler (chutor) Tarski, gegenüber der Staniza Kambilejewskaja (heute Dorf Kambilejewskoje) und nicht zu verwechseln mit der weiter flussaufwärts, etwa 10 km südlich gelegenen Staniza Tarskaja (heute Tarskoje).
Nach dem Russischen Bürgerkrieg wurden Anfang der 1920er-Jahre die meisten Kosaken, die dort auf der Seite der „Weißen“ gestanden hatten, umgesiedelt, und in Folge gehörte der nun wieder überwiegend von Inguschen bewohnte Ort zur Tschetscheno-Inguschetischen ASSR. Im Rahmen der Deportation der inguschischen Bevölkerung 1944 wurde das Gebiet mit Osseten besiedelt und das Dorf erhielt den Namen Karza, den bis heute eine unmittelbar westlich anschließende, zur Stadt Wladikawkas gehörende Siedlung trägt.
1963 wurde der die Republikhauptstadt umschließende Prigorodny rajon („Vorstadtrajon“) geschaffen und Karza zu dessen Verwaltungssitz, das zugleich seinen heutigen Namen erhielt, von russisch oktjabr für Oktober, hier als Bezug auf die Oktoberrevolution. Durch die Rückkehr von Inguschen in das ursprünglich von ihnen bewohnte Gebiet kam es ab Anfang der 1980er-Jahre verstärkt zu ethnischen Spannungen mit den Osseten, die 1991/1992 in bürgerkriegsähnlichen Auseinandersetzungen mit mehreren hundert Toten gipfelten. Oktjabrskoje war einer der Brennpunkte.

### Bevölkerungsentwicklung
| Jahr | Einwohner |
| ---- | --------- |
| 1970 | 6.031     |
| 1979 | 7.832     |
| 1989 | 10.171    |
| 2002 | 10.575    |
| 2010 | 10.436    |

Anmerkung: Volkszählungsdaten

## Verkehr
Das Dorf liegt an der Regionalstraße 90K-006, die von Wladikawkas (wo sich die nächstgelegene Bahnstation befindet) kommend von Oktjabrskoje weiter in östlicher Richtung über Sunscha in das Dorf Komgaron führt. Von Oktjabrskoje verläuft das linke Ufer der Kambilejewka aufwärts nach Tarskoje die 90K-057.

## Persönlichkeiten
- Alex Mazukatow (* 1999), Fußballspieler